# Імп-арт
Імп-арт (англ. imp-art від impossible — неможливий і art — мистецтво) або імпосибілізм — самостійний напрям в оп-арті, націлений на зображення неможливих фігур.

## Історія
Термін «імпосибілізм» вигадав Тедді Бруніус, професор мистецтвознавства Копенгагенського університету. Перші картини з елементами неможливості створив М. К. Ешер у 1960-х роках, це «Водоспад», «Бельведер», «Сходження і спуск». Від 1980 року в цьому напрямку стало працювати багато художників, наприклад: З. Кульпа в Польщі, створював неможливі фігури, працюючи з тінями; Р. Шепард у США, відомий своїми зображеннями «неможливих» слона і бегемота; С. Дель Прете в Швейцарії, який малював «неможливих» людей. Б. Ернст з Голландії і М. Гамакер (Mathieu Hamaekers) з Бельгії створили макети з дерева, які при погляді з певного боку здавалися неможливими.

## Найяскравіші представники
- Мауріц Корнеліс Ешер (Голландія)
- Оскар Рейтерсверд (Швеція)
- Сандро Дель Прете (Швейцарія)
- Жос де Мей (Бельгія)